# 蒂亚戈·席尔瓦
蒂亚戈·埃米利亚诺·达席尔瓦（英語：Thiago Emiliano da Silva，1984年9月22日—）是一名巴西職業足球员，司职中堅。目前效力巴甲俱樂部富明尼斯。他曾是巴西國家足球隊一員。

## 俱乐部生涯

### 早期生涯
蒂亚戈·席尔瓦年幼时曾经受训于巴西国内俱乐部富明尼斯，但由于无法获得职业球员合同而先是加盟小球会RSFutebol，旋而转投青年人俱乐部并在2003-04赛季的巴西足球甲级联赛中正式登场比赛，开始其职业球员的生涯。蒂亚戈·席尔瓦刚踢球时在场上的位置是右边锋，后来又尝试改踢中场和后场的多个位置，最后才固定为踢中后卫的位置。他在巴西国内联赛处子赛季中的优异表现吸引了多家欧洲球会的注意。2004-2005年，他曾经辗转效力于葡超豪门波图和俄超劲旅莫斯科迪纳摩。但由于水土不服和肺結核，他没有为兩支球隊踢过一场比赛，心灰意冷的巴西人甚至认为自己的生命将要在俄羅斯终结。于是蒂亚戈·席尔瓦又重新回到故乡巴西，加盟了他从儿时起就一直喜爱并支持的球队——曾经四夺巴西足球甲级联赛冠军的富明尼斯。

### 富明尼斯
在富明尼斯效力的两个赛季，蒂亚戈·席尔瓦表现抢眼。尽管头个赛季球队战绩不佳，联赛仅排名第15位，但在2007-08赛季中该队不仅联赛排名飙升至第4位，在巴西联赛杯中勇夺冠军，在南美解放者杯中也一路过关斩将杀入决赛，最终在点球决战（两回合双方战成5-5）中1-3惜败于厄瓜多尔的基多大学而屈居亚军。席尔瓦领衔的后防线在38场联赛中仅失39球，可谓居功至伟。

### AC米兰
2008年12月，意甲豪门AC米兰抢在多家欧洲豪门球会之前以1000万欧元的价格买下蒂亚戈·席尔瓦，合同期签至2013年夏天。但由于AC米兰2008-09赛季的两个非欧盟球员注册名额已经给了乌克兰球星安德烈·舍甫琴科和乌拉圭小将塔巴雷·比尤德斯，因此蒂亚戈·席尔瓦只能等到2009年7月1日才在意大利足球职业联盟正式注册获得为米兰参加正式比赛的资格。2009年1月21日，席尔瓦在一场非正式的友谊赛中第一次身披红黑剑条衫登场并踢满全场，对手是德甲的汉诺威96。
在随队训练半年后，蒂亚戈·席尔瓦在2009-10赛季迅速成为AC米兰的后防中坚，接替退役的保罗·马尔蒂尼与一代鐵衛亚历山德罗·内斯塔搭档组成了意甲乃至欧洲足坛最好的中卫组合之一。他不仅防守稳健，上抢能力强，在进攻中也能频频高速插上，出其不意地威胁对方的球门。2009年11月8日，席尔瓦在意甲米兰对拉齐奥的比赛中斩获了其在米兰的第一个正式比赛进球，帮助球队2-1取胜。2010年1月6日，席尔瓦又在意甲米兰对热那亚的比赛中踢进了反超比分的一球，帮助球队5-2大胜对手。2011年9月12日，席尔瓦在歐聯小組賽客场挑战衛冕冠軍巴塞罗那時，於第92分鐘頂進頭球将比分追成2-2，令AC米蘭以不敗之身離開诺坎普球场。而在同年11月28日AC米兰与切沃的比赛中，蒂亚戈·席尔瓦首次带上队长袖标代表AC米兰出战并且以一脚高质量的远射首开纪录。2012年3月3日，席尔瓦又在客场对巴勒莫的意甲比赛中头球得分，帮助球队大胜。效力米蘭的三季共為球隊奪得聯賽冠、亞、季軍各一次。

### 巴黎聖日耳門
2012年7月初AC米兰拒绝了巴黎圣日耳曼开出的关于席尔瓦的报价并续约到2017年，但当地时间7月14日米兰官网正式宣布将席尔瓦卖给巴黎，依照法国队报的消息，转会费大约为4200万欧元，年薪900万欧元，合同签约5年。
自从登陆法甲以来，蒂亚戈·席尔瓦就一直是巴黎的主力，并且还被任命为队长。
自從蒂亚戈·席尔瓦和伊布拉希莫维奇加盟巴黎後，他們協助巴黎圣日耳曼重振昔日聲威，並連續奪下4屆法甲冠軍。
在参加了2015年美洲杯之后，席尔瓦最终于7月20日返回了在新泽西集训的俱乐部参加训练。席尔瓦参与的首场季前赛是2015年对阵曼彻斯特联队的国际冠军杯决赛，巴黎圣日耳曼以2-0获胜赢得奖杯；席尔瓦当选为全场最佳球员。两天后，席尔瓦在2015年法国超级杯对阵里昂的比赛中担任队长，率领巴黎圣日耳曼以2-0获胜赢得奖杯。席尔瓦在比赛中表现优异，防守表现无可指摘，将里昂的明星前锋亚历山大▪拉卡泽特限制得如同全场遁形一般。
巴黎圣日耳曼完成了国内三冠王的伟业，而席尔瓦代表巴黎圣日耳曼出战的最后一场正式比赛是2020年8月23日举行的欧洲冠军联赛决赛，那场比赛巴黎圣日耳曼以1-0负于拜仁慕尼黑痛失桂冠。不过，席尔瓦成为了首位能够在欧洲冠军联赛决赛当中担任队长的巴西球员。

### 車路士
2020年8月28日，蒂亚戈·席尔瓦加盟英超車路士，2020年9月23日，他在英格蘭足球聯賽盃第三轮對上巴恩斯利的比賽首次為切爾西上場，球队以6-0横扫对手。三天后，9月26日，席尔瓦上演了英超联赛首秀并担任队长，球队在山楂球场客场面对西布罗姆维奇的比赛中收获了3:3的平局。11月7日，席尔瓦在切尔西联赛主场面对谢菲尔德联队的比赛中收获了首个进球，帮助球队4-1大胜对手。12月21日，席尔瓦在切尔西对阵西汉姆联队的比赛中收获了第二个进球，帮助球队3-0大胜对手。2021年4月3日，席尔瓦在切尔西主场5-2大胜西布罗姆维奇的比赛当中，在第29分钟收到了第二张黄牌并被罚出场。在席尔瓦领衔的防线带领下，切尔西在欧洲冠军联赛半决赛当中击败皇家马德里，第三次闯入了决赛。
5月29日，席尔瓦在其首次赢得欧洲冠军联赛奖杯的比赛当中在第39分钟受伤下场，而切尔西在火龙球场举行的2021年欧洲冠军联赛决赛当中以1-0力克曼彻斯特城队赢得桂冠。2021年6月4日，切尔西宣布与其续约一年，他与俱乐部的合同延期至2022年6月。2022年1月3日，席尔瓦再次获得了续约，新合约的期限延长至2022-2023赛季结束。
2021年5月29日，蒂亚戈在2020–21賽季歐冠決賽上成为切尔西历史上欧战决赛出场年龄最大的球员（36岁249天），最後以此身分奪得歐冠。

### 重返弗鲁米嫩塞
2024年5月7日，席尔瓦同意以自由球员身份在2024年7月加盟弗鲁米嫩塞，签订为期两年的合同，时隔十五年半后重返家乡俱乐部。

## 国家队生涯
蒂亚戈·席尔瓦被邓加召入巴西国家队，作为两名超龄（超过23岁）球员之一（另一位是两届世界足球先生得主罗纳尔迪尼奥）参加了2008年在北京举行的第29届夏季奥林匹克运动会的足球比赛，随队踢了三场比赛并且获得了铜牌。在巴西国家队，席尔瓦先后参加了对新加坡、越南、意大利、英格兰的友谊赛。
他在2009年底对阵英格兰的友谊赛中成功冻结了对手的锋线头牌韦恩·鲁尼。
2012年再以超龄（超过23岁）球员之一兼隊長身份参加了第30届夏季奥林匹克运动会的足球比赛，获得了銀牌。2013年以隊長兼主力身份参加洲際國家盃並獲得冠軍。2014年巴西世界盃，席尔瓦繼續擔任巴西國家隊隊長並一直是巴西國家隊後防的不二正選。準決賽因累積黃牌無法上陣，缺少席尔瓦組織指揮後防的巴西以1:7落敗德國。
2018年5月14日，席尔瓦被蒂特任命为巴西队队长，征战在俄罗斯举行的2018年世界杯。
2021年6月，席尔瓦被列入巴西队参加在本土举办的2021美洲杯阵容。2021年10月10日，席尔瓦在对阵哥伦比亚的无进球2022年世界杯预选赛比赛中，迎来了为巴西队出场的第100次比赛。
2022年11月7日，席尔瓦被选入巴西队参加卡塔尔举行的2022年世界杯的26人阵容。

## 荣誉

### 球會
弗鲁米嫩塞
- 巴西杯冠軍：2007

 AC米兰
- 意大利足球甲级联赛冠軍：2010–11
- 意大利超级杯冠軍：2011

 巴黎聖日耳門
- 法國甲組足球聯賽冠軍：2012–13、2013–14、2014–15、2015–16、2017–18、2018–19、2019–20
- 法國超級盃冠軍：2013、2015、2017、2018、2019
- 法國聯賽盃冠軍：2013–14、2014–15、2015–16、2016–17、2017–18、2019–20
- 法國盃冠軍：2014–15、2015–16、2016–17、2017–18、2019–20

 車路士
- 欧洲冠军联赛冠軍：2020–21[15]
- 欧洲超級盃冠軍：2021
- 世界冠軍球會盃冠軍：2021

### 國家隊
巴西
- 奥运男子足球比賽：2008年 铜牌
- 奥运男子足球比賽：2012年 銀牌
- 洲際國家盃冠军：2013年
- 美洲國家盃冠军：2019年

### 个人荣誉
- Bola de Prata：2007
- 歐洲足協年度最佳陣容：2011、2012
- 国际足联年度最佳阵容：2013、2014、2015
- 國際足協世界冠軍球會盃金球獎：2021